# Earias discoidalis
Earias discoidalis är en fjärilsart som beskrevs av Embrik Strand 1917. Earias discoidalis ingår i släktet Earias och familjen trågspinnare. Inga underarter finns listade i Catalogue of Life.